# لایونز (اورگن)
لایونز (به انگلیسی: Lyons) شهری در شهرستان داگلاس ایالت اورگن است و در سرشماری سال ۲۰۱۱ میلادی، ۱٬۱۵۱ نفر جمعیت داشته که نسبت به سال ۲۰۱۰، −۰٫۰۹ درصد رشد جمعیت داشته‌است.

## موقعیت جغرافیایی
موقعیت جغرافیایی شهرها و مناطق اطراف به شرح زیر است: